# Martin Froy
Martin Froy (* 9. Februar 1926 in London; † 26. Januar 2017 in Reading) war ein britischer Maler und Kunstlehrer.

## Leben und Werk
Martin Froy besuchte die Saint-Paul’s-Schule und studierte am Magdalene College in Cambridge Geschichte.
Von 1944 bis 1947 diente er in der Royal Air Force in Indien und Ceylon. Nach Kriegsende besuchte Froy von 1948 bis 1951 die Slade School of Fine Art, die Kunstakademie der Universität London, bis er das «Gregory Fellowship» der University of Leeds für Malerei erwarb. Neben abstrakten Gemälden schuf Froy eine Reihe von Wandmalereien. 1950 stellte er im Londoner Institute of Contemporary Arts aus und nahm an einer Ausstellung britischer Kunst im Museum of Modern Art teil. Seine Werke wurden u. a. in London, Bristol, New York, Chicago und Italien gezeigt und befinden sich in öffentlichen und privaten Sammlungen.
Von 1954 bis 1965 leitete Froy die Abteilung für bildende Kunst an der Kunstakademie in Bath, von 1966 bis 1972 die Malabteilung des Chelsea College of Art and Design, und von 1972 bis 1991 war er Professor für bildende Kunst an der University of Reading.